# Palazzo a Mare
Palazzo a Mare (talijanski: "Morska palača"; alternativno Palatium) je dobro očuvano starorimsko arheološko nalazište na sjevernoj strani otoka Capri, koje se sastoji od carske palače koju je sagradio August i modificirao Tiberije. Bila je to jedna od navodnih dvanaest Tiberijevih vila na otoku kako ih je opisao Tacit, zajedno s Vilom Jovis, Villa di Gradola i Villa Damecuta. Prostire se na vrlo velikoj površini na nekoliko terasa s pogledom na more.
Palača je bila opremljena polukružnim nimfejem. Iskapanja je provodio Amedeo Maiuri počevši od 1932.
Godine 1903. Kraljevsko geografsko društvo opisalo ga je kao:
Daleko najopsežniji rimski ostaci na obali Capri su oni poznati kao Palazzo a Mare, jedna od najvećih od dvanaest Tiberijevih vila, i stoga potječu iz razdoblja od oko 27. do 37. godine. Građevine ne samo da su pokrivale znatnu površinu na vrhu nego litica, koje su bile poduprte jakim zidovima, ali su se protezale i do obale, gdje je sjeverno krilo bilo izbačeno prema moru, i zacijelo je ljeti činilo dražesno prebivalište. Kao što se vidi s mora, polukružna eksedra opus reticulatum na pola puta uz lice litice jedno je od najuočljivijih obilježja ruševina. Građena je tako da pokriva srednju trećinu visine litice okrenute prema Vezuvu. Mnogi ulomci zidova leže u vodi dolje, budući da ih je more potkopalo; ali budući da su pali s nesigurnih razina, ne daju nam podatke tako pouzdane kao oni koji bi se mogli izvesti iz zapadnih dijelova zgrade koji su još uvijek na licu mjesta.